# Ruby Franke
 (février 2025).
Le contenu est difficilement compréhensible vu les erreurs de traduction, qui sont peut-être dues à l'utilisation d'un logiciel de traduction automatique.
Ruby Franke (née Ruby Griffiths; née le 18 janvier 1982),, est une ancienne vlogueuse familiale qui dirigeait la chaîne YouTube 8 Passengers, aujourd'hui disparue. Le 30 août 2023, Franke et Jodi Hildebrandt ont été arrêtées dans le comté de Washington, dans l'Utah, et inculpées de six chefs d'accusation de maltraitance aggravée sur mineur sur deux des enfants de Franke. qui a finalement plaidé coupable à quatre chefs d'accusation et a été condamnée à une peine de 4 à 30 ans de prison le 20 février 2024.

## Carrière
Début 2015, Franke a créé une chaîne YouTube appelée 8 Passengers dans laquelle elle a documenté sa vie de famille dans l'Utah avec son mari Kevin et leurs six enfants,,. Elle publiait des vidéos cinq jours par semaine. En juin 2020, la chaîne comptait environ 2,5 millions d'abonnés et avait accumulé 1 milliard de vues,,.
À partir de 2020, lorsque l'un des enfants Franke, un garçon de 16 ans, a déclaré qu'il avait été banni de sa chambre et obligé de dormir sur un pouf pendant sept mois, les téléspectateurs se sont inquiétés des méthodes disciplinaires de sa mère, qui consistait également à refuser de la nourriture,, à envoyer un enfant dans un camp de redressement pour adolescents en difficulté, à menacer de déchirer un jouet en peluche et à dire à deux de ses enfants que le Père Noël ne leur apporterait rien cette année parce qu'ils étaient trop "engourdis" pour répondre à d'autres punitions. Une pétition a été lancée, faisant état de cas de maltraitance et de négligence envers les enfants,,,. Les parents Franke ont posté pour défendre la discipline, affirmant que les incidents avaient été sortis de leur contexte. La chaîne YouTube 8 Passengers a perdu en popularité en 2021.
En 2022, les Frank se sont séparés et Kevin a quitté la maison. Ruby a supprimé la chaîne YouTube et a commencé à travailler comme coach en santé mentale chez ConneXions, une entreprise dirigée par Jodi Hildebrandt, une conseillère,,. Elles ont lancé ensemble une nouvelle chaîne vidéo appelée ConneXions en 2022 et ont créé un compte Instagram commun appelé Moms of Truth, proposant des cours d'éducation parentale. Les voisins des Franke inquiets ont appelé les autorités pour vérifier que tout allait bien car ils avaient constaté que les enfants étaient régulièrement seuls pendant plusieurs heures.

## Arrestation
Le 30 août 2023, Franke et Hildebrandt ont été arrêtées à Ivins, dans l'Utah, et deux jours plus tard, toutes deux ont été inculpées de six chefs d'accusation notamment de maltraitance aggravée sur mineur,,,,,. Selon un communiqué du département de sécurité publique de Santa Clara-Ivins, les arrestations ont été déclenchées à la suite de la « fuite » du fils de Franke, âgé de douze ans, qui semblait émacié et avait «des plaies ouvertes et du ruban adhésif autour des chevilles, il s'est échappé par une fenêtre de la maison et s'est rendu chez un voisin, il s'agissait d'un homme plutôt âgé. L'enfant lui avait alors demandé de lui rendre un service, il souhaitait être emmené dans un commissariat de police le plus proche, l'homme a eu les larmes aux yeux en s'approchant de l'enfant et n'a malheureusement pu que constater l'horreur qu'il avait vécu et c'est ainsi qu'il a prévenu les services de police qui se sont rendu au domicile et y ont trouvé une petite fille âgée de dix ans enfermée dans un placard, elle souffrait également de malnutrition; les deux enfants ont été emmenés à l'hôpital, où ils ont pu être soignés. Ils souffraient de malnutrition sévère et avaient des lacérations profondes dues à son attachement avec une corde». Une perquisition dans la maison a permis de trouver des preuves. Les services de protection de l'enfance ont pris en charge tous les enfants de Franke;
Franke et Hildebrandt ont été détenues sans caution,. Hildebrandt a renoncé à sa licence de conseillère en attendant la résolution du procès et une enquête disciplinaire. Après son arrestation, YouTube a banni Franke de la plateforme, supprimant également deux chaînes qui lui étaient liées.
Le 18 décembre 2023, Franke a plaidé coupable à quatre chefs d'accusation de maltraitance aggravée sur mineur. Elle a ensuite plaidé non coupable de deux autres chefs d'accusation. La base factuelle mentionnait un incident au cours duquel Franke avait forcé son fils à travailler à l'extérieur pendant plusieurs semaines avec une protection inadéquate, entraînant de graves coups de soleil, et prétendait que les enfants étaient possédés. Franke a accepté de purger une peine de prison et de purger ses peines respectives consécutivement plutôt que concurrentes,,. Franke devait témoigner contre Hildebrandt lors du procès à venir, mais Hildebrandt a plaidé séparément coupable de quatre chefs d'accusation de maltraitance aggravée sur mineur le 27 décembre, et deux accusations ont été abandonnées dans le cadre d'un autre négociation de peine. Le 20 février 2024, Franke a été condamnée à quatre peines consécutives allant d'un à quinze ans d'emprisonnement, ce qui signifie qu'elle doit purger une peine minimale de quatre ans. Même si la peine maximale pouvant être imposée pour toutes les peines serait de 60 ans, le Code de l'Utah stipule que la durée purgée par un accusé condamné à des peines consécutives ne doit pas dépasser 30 ans, sauf dans les cas d'emprisonnement à vie ou de peine de mort. La durée exacte de sa peine doit être décidée par le Conseil des grâces et des libérations conditionnelles de l'Utah,.

## Vie privée
Les Franke sont membres de l'Église de Jésus-Christ des Saints des Derniers Jours. Leur fille aînée a déclaré qu'elle désapprouvait depuis longtemps les stratégies parentales de sa mère. Franke a trois sœurs qui sont également des influenceuses parentales ; elles se sont dissociées de ses actions dans une déclaration commune puis dans des vidéos individuelles. En novembre 2023, Kevin Franke a demandé le divorce après que le couple a été séparé pendant plus d'un an,. Kevin a ensuite poursuivi Hildebrandt en justice pour abus envers ses enfants et ruine de leur famille,.

## Représentation dans les médias
Il a été annoncé que le cas de Franke serait couvert dans le film Lifetime d'octobre 2024 Mormon Mom Gone Wrong: The Ruby Franke Story dans le cadre de ses longs métrages « Ripped from the Headlines » mettant en vedette Emilie Ullerup dans le rôle de Ruby Franke et Heather Locklear dans le rôle de Jodi Hildebrandt. Le film a été perçu négativement lors de l'annonce par ses enfants, la fille aînée de Franke, Shari, déclarant qu'ils n'avaient pas été contactés à propos du film, qu'aucun des bénéfices du film ne reviendrait aux frères et sœurs plus jeunes en question et que la sortie du film ne ferait que blesser les victimes plus qu'elles n'avaient déjà été blessées auparavant,.
Le 7 janvier 2025, la fille aînée de Ruby Franke, Shari Franke, a publié un mémoire détaillant son récit de sa vie de fille de cette figure controversée de YouTube, intitulé La maison de ma mère : la quête d'une fille pour la liberté. Hulu a annoncé qu'il s'apprêtait à sortir une série documentaire intitulée Devil in the Family : The Fall of Ruby Franke, dont la première aura lieu le 27 février 2025,,.